# Његошева улица (Сомбор)
| Улица Његошева  | Улица Његошева               |
| --------------- | ---------------------------- |
|                 |                              |
| Почетак         | Трга цара Лазара             |
| Крај            | Венац војводе Петра Бојовића |
| Дужина          | 250 m                        |
| Ширина          | 3 - 4 m                      |
| Створена        |                              |
| Названа         |                              |
| Стари називи    | Малоцрквена улица            |
|                 |                              |
|                 |                              |
| Поглед на улицу |                              |

Улица Његошева једна је од старијих градских улица Сомбору. Протеже се правцем који повезује Трг цара Лазара и Венац војводе Петра Бојовића.
У њој се и данас налази неколико значајних објеката.

## Име улице
Улица је првобитно носила име Малоцрквена улица. Име је добила по Малој православној цркви, којом се улица звршавала.
После Другог светског рата улица је названа именом црногорског владара, владике и песника Петра Петровића Његоша (1/13. новембар 1813 — 19/31. октобар 1851).

## О улици
Ова улица спада у најстарије улице у граду, насталих, вероватно, још у време турске управе. То је релативно кратка и уска улица. Улица је поплочана крајем седамдесетих година 19. века, а тротоари су асфалтирани крајем 19. века.
Садницама бођоша је озелењена почетком 20. века. Коловоз је асфалтитран шездесетих година прошлог века.

## Суседне улице
- Трг цара Лазара
- Венац војводе Радомира Путника
- Улица Василија Ковачића

## Његошевом улицом

### Основна школа "Братство - јединство"
На ћошку Трга цара Лазара и Његошеве улице са леве стране улице, налази се Основна школа "Братство-јединство". 
Зграду је 1894. године подигао бискуп Бача и Калоче Ђерђ Часка.
Данашња Основна школа "Братство-јединство" овде почиње са радом 1963. године са одељењима на српском и мађарском наставном језику.
Објекат је сачувао оригинални архитектонски стил. Мање измене фасаде настале су код адаптације за нове функције.

### Паркинг на Живинској пијаци
Са десне стране улице, преко пута Основне школе "Бртатство-јединство", налази се Паркинг на Живинској пијаци, који је у надлежности Јавне установе Паркинг Сомбор.

### Јавно тужилаштво
На броју 4 са десне стране улице налази се зграда у који се налази Јавно тужилаштво у Сомбору.
Чини га Основно јавно тужилаштво, Више јавно тужилаштви и Више и основно јавно тужилаштво.
Пре седишта Јавног тужилаштва у овој згради је била смештена Основна школа "21. октобар". Од око 1600 квадратних метара некадашње школе адаптиран је за потребе тужилаштва. Адаптирна зграда је у децембру 2017. године предата на употребу Јавном тужилаштву.

### Средња Техничка школа
Средња техничка школа у Сомбору је основана одмах након Другог светског рата, 1946. године. Садашња зграда школе као и зграда у којој су смештене радионице изграђена је средствима самодоприноса.
Данас се образовно васпитни-процес одвија у три школске зграде. У првој на адреси, Трг Цара Лазара 4, смештено је руководство школе, фискултурна сала, 9 учионица класичног типа и 7 кабинета. На адреси Улица Његошева 2, налазе се учионице (6) и кабинети (6) за извођење пре свега теоријског типа наставе, док се у најмлађем школском објекту у Сомбору, на Венцу војводе Радомира Путника, налазе све радионице за потребе практичне наставе као и три кабинета опремљена свом потребном опремом.

### Мала православна црква
Црква Светог Јована Претече, у Сомбору знана и као Светопретечева или Мала православна црква, једино је сомборско здање које има статус културног добра од изузетног значаја.
На месту ове цркве, према записаном предању, које историја и археологија нису потврдиле, још пре доласка Турака, налазила се хришћанска богомолја, коју су Турци, након заузимања Сомбора 1541. године, претворили у џамију. После повлачења Турака, крајем лета 1687. године, православни становници Сомбора су, преузели џамију и претворили је у православни храм Светог Јована Претече.
Стара црква Светог Јована Претече срушена је у августу 1786, након чега је сомборска Црквена општина потписала уговор о изградњи нове цркве са зидарским мајстором Францом Фридрихом из Сомбора. Већ у септембру исте године освећен је темељ цркве, која је грађена пуне четири године. Сомборски прота Христифор Попић свечано је осветио нову цркву 8/19. децембра 1790. године.
Црква је саграђена као базилика са полукружном апсидом, у барокном стилу, са елементима рококоа. 
Од 1969. године црква има статус заштићеног споменика културе. У новембру 1990. године сомборска црква Светог Јована Претече сврстана је, одлуком Скупштине Републике Србије, у ред непокретних културних добара од изузетног значаја. Детаљна рестаурација црквеног иконостаса обављена је 1978. године. Спољашњост цркве Светог Јована Претече (кров, фасада и торањ) и црквена порта постепено су обновљени током претходне две деценије, а током 2018/19. године обнављен је и зид око црквене порте.

### Остали објекти у улици
У улици се налази неколико продавница, услужних делатности и угоститељских објеката.

## Галерија
- Паркинг на "Живинској пијаци"